# フリーマーチン
フリーマーチン（英: freemartin）とは牛の異性多胎において雌胎子が生殖器の分化に異常をきたし、不妊となる個体。牛の異性多胎では雌の90%以上がフリーマーチンとなる。フリーマーチンでは外部生殖器は正常様に見えるが、雌雄両性の内部生殖器を持つ。膣長は正常牛の1/3程度である。性染色体はXX/XYのキメラを示す。フリーマーチンの発生率は異性多胎の発生率に依存し、その発生率はホルスタイン種では1〜2%である。雌胎子の胎盤と雄胎子の胎盤とが融合して血管吻合が生じた結果、血液キメラとなることによって生じるとされている。その他、雄胎子からのアンドロゲン、メダラリンの作用、Y染色体上の雄性決定誘導体H-Y抗原の関与が検討されている。培養白血球の染色体検査、PCRにより高い精度の診断が可能である。